# Kii (provincie)

Kaart met de voormalige Japanse provincies (1868) met Kii in het rood

Kii (Japans: 紀伊国, Kii no kuni) or Kishu (Japans: 紀州, kishū) was een provincie van Japan in het zuidelijke deel van Honshu. De provincie bestond uit de huidige prefectuur Wakayama en het zuidelijke deel van de prefectuur Mie. Kii lag naast de provincies Ise, Izumi, Kawachi, Shima en Yamato. Het schiereiland Kii ontleent haar naam aan de voormalige provincie.
Tijdens de Edoperiode had de Kii-clan van het Tokugawa-shogunaat haar kasteel in de stad Wakayama.
Aki · Awa (Kanto) · Awa (Shikoku) · Awaji · Bingo · Bitchu · Bizen · Bungo · Buzen · Chikugo · Chikuzen · Chishima · Dewa · Echigo · Echizen · Etchu · Fusa · Harima · Hi · Hida · Hidaka · Higo · Hitachi · Hizen · Hoki · Hyuga · Iburi · Iga · Iki · Inaba · Ise · Ishikari · Iwaki (718) · Iwaki (1868) · Iwami · Iwase · Iwashiro · Iyo · Izu · Izumi · Izumo · Kaga · Kai · Kawachi · Kazusa · Keno · Kibi · Kii · Kitami · Koshi · Kozuke · Kushiro · Mikawa · Mimasaka · Mino · Musashi · Mutsu · Nagato · Nemuro · Noto · Oki · Omi · Oshima · Osumi · Owari · Rikuchu · Rikuzen · Riukiu · Sado · Sagami · Sanuki · Satsuma · Settsu · Shima · Shimōsa · Shimotsuke · Shinano · Shiribeshi · Suo · Suruga · Suwa · Tajima · Tamba · Tane · Tango · Teshio · Tokachi · Tosa · Totomi · Toyo · Tsukushi · Tsushima · Ugo · Uzen · Wakasa · Yamashiro · Yamato · Yoshino